# HMS Beagle
HMS Beagle – dziesięciodziałowy slup wojenny klasy Cherokee, wybudowany dla Royal Navy. Został zwodowany 11 maja 1820 r. w stoczni Woolwich nad Tamizą. W lipcu tego roku wziął udział w przeglądzie floty będącym elementem koronacji króla Jerzego IV, podczas którego był pierwszym okrętem, który przepłynął pod nowo wybudowanym Mostem Londyńskim. Po tym wydarzeniu stał bezużyteczny przy nabrzeżu.
Po paru latach został zaadaptowany na jednostkę badawczą i wziął udział w trzech wyprawach naukowych. Podczas drugiej podróży, odbytej pod dowództwem Roberta FitzRoya, jednym z naukowców na pokładzie był Karol Darwin, a odkrycia poczynione przez niego podczas podróży stworzyły podstawę teorii ewolucji, dzięki czemu okręt ten stał się jednym z najsłynniejszych w historii.

## Druga wyprawa HMS „Beagle”

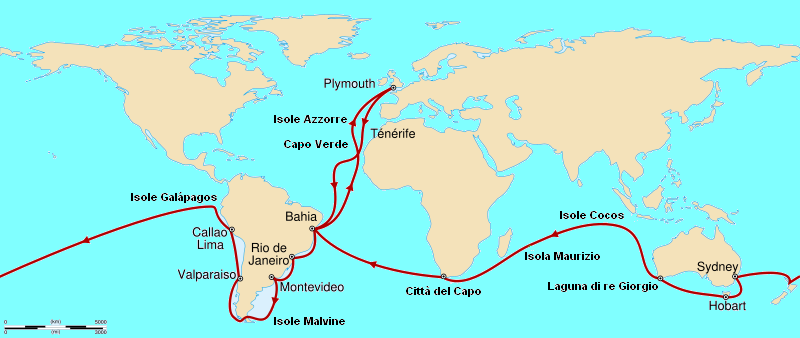
Druga wyprawa HMS „Beagle”

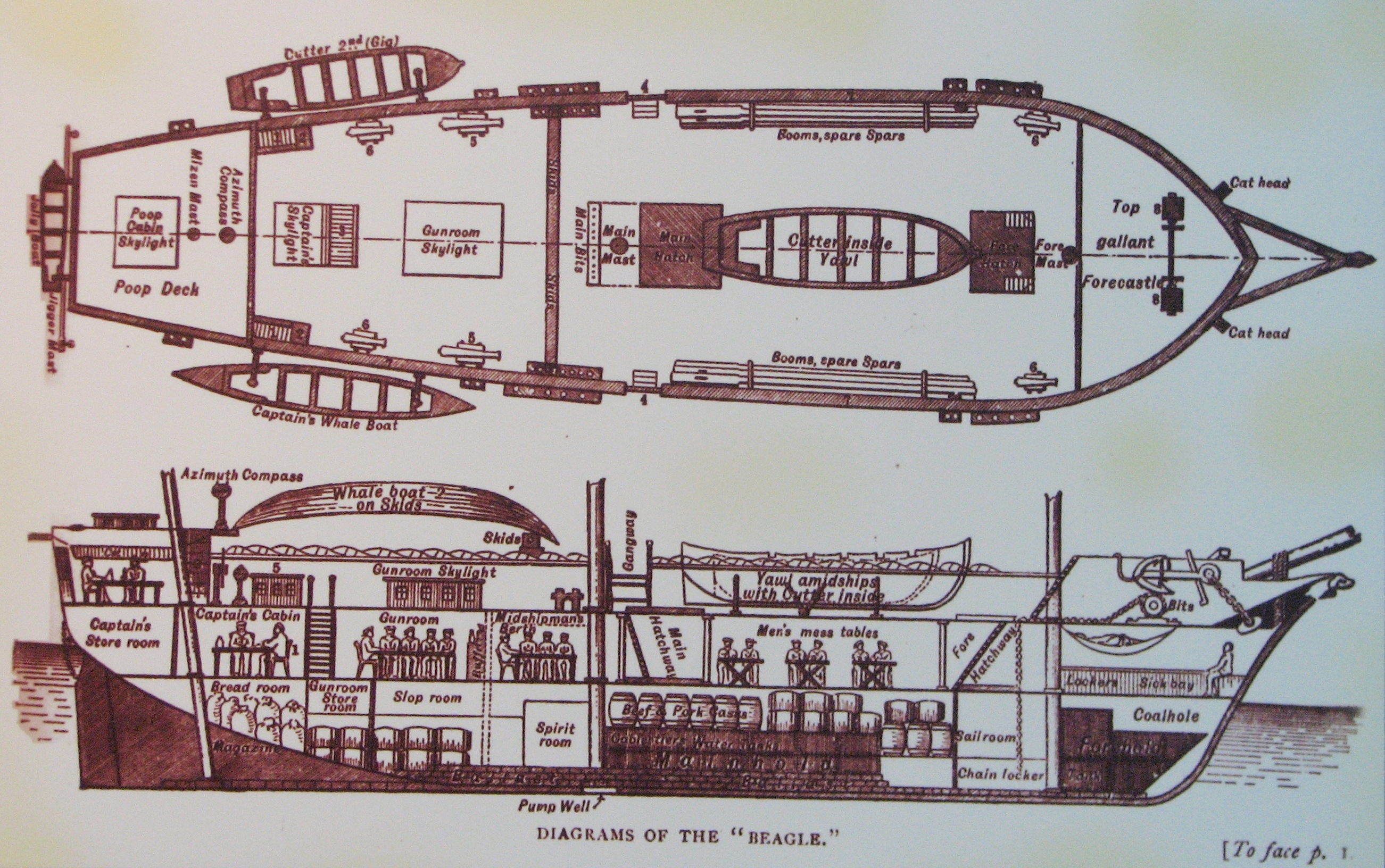
Plany HMS „Beagle”

Wyprawa wyruszyła 27 grudnia 1831 r. Jej trasa biegła niedaleko Madery i Wysp Zielonego Przylądka. 29 lutego 1832 r. wyprawa dotarła do Bahii. Darwin w lesie tropikalnym był świadkiem polowania na niewolników, z czego zdał relację kapitanowi. Ten odrzekł, że nie ma w tym nic złego. Wywołało to kłótnię między Darwinem a kapitanem, znanym skądinąd z wybuchowego charakteru (przez podkomendnych był nazywany „Gorącą kawą”). Po kilku godzinach obaj mężczyźni pogodzili się i statek wyruszył wkrótce w dalszy rejs.
1 grudnia 1832 „Beagle” osiągnął Ziemię Ognistą. Potem skierowano się w kierunku Falklandów. FitzRoy zakupił tam mały szkuner, który pod nazwą „Adventure” towarzyszył „Beagle” w dalszej podróży. Oba statki opłynęły przylądek Horn i znalazły się na Pacyfiku. Tam dotarła do FitzRoya reprymenda z Admiralicji dotycząca zakupu „Adventure” i zakazująca podejmowania samodzielnie podobnych działań. Zdenerwowany FitzRoy zdecydował się zrezygnować z funkcji kapitana, ale prośby załogi skłoniły go do wycofania rezygnacji.
Tymczasem prowadzono badania pacyficznego wybrzeża Ameryki Południowej kierując się na północ. Pod koniec 1835 osiągnęli wyspy Galapagos, gdzie spędzili dwa miesiące. Później ruszyli w dalszą drogę przez Pacyfik, mijając Tahiti i docierając do Nowej Zelandii, gdzie trafili na osadę misjonarską prowadzoną przez starszego brata Richarda Matthewsa, Josepha. 30 grudnia 1835 marynarze opuścili Nową Zelandię. 12 stycznia dotarli do Australii, której widok przywołał im na myśl Ziemię Ognistą.
1 kwietnia wyprawa wpłynęła na Ocean Indyjski i 31 maja dotarła do Kapsztadu, gdzie FitzRoy wydał list otwarty Moral State of Tahiti, w którym popierał i bronił działania misjonarzy na Pacyfiku. 18 czerwca 1836 r. HMS „Beagle” wypłynął w dalszy rejs i, po przetrwaniu sztormu, z dniem 2 października 1836 r. przypłynął do portu Falmouth w Kornwalii.

## Nazwa
Nazwa „beagle” pochodzi od popularnej na Wyspach Brytyjskich rasy psa. Do czasów współczesnych Royal Navy posiadała dziewięć okrętów o nazwie HMS „Beagle”. Opisywany był trzecim spośród nich.